# ヴィサギナス
ヴィサギナス（リトアニア語: Visaginas、ロシア語: Висагинас）は、リトアニア東部の都市。ウテナ郡最大のドゥルークシェイ湖 (Drūkšiai) の近くにある。
ヴィリニュス＝ダウガフピルス鉄道が街に並行して走り、この2都市に便利なコミュニケーションを提供している。また高速道路が、ヴィサギナスをリトアニア国内全ての他都市とつないでいる。
ヴィサギナスは、ヴィサギナス湖そばのマツの森の中で成長した。

## 歴史
遠い昔、ヴィサギナス周辺はかつてバルト語族のセロニア人 (Selonians) が定住していた。貴族ヴァイテェクス・ゴシュタウタスによって表された歴史的な年代記が最初にこの場所を記したのは1526年だった。14世紀から19世紀にかけ、地方はリヴォニア帯剣騎士団、スウェーデン帝国、ロシア帝国、フランス帝国によって占領された。
1975年、ヴィサギナス湖畔にあるイグナリナ原子力発電所の労働者の町として、スニエチクス（Sniečkus）が作られた。この名称は、リトアニア共産党中央委員会元第一書記アンタナス・スニエチクスにちなんで名付けられたものである。1977年に町の地位を獲得した後、1992年9月22日、名称がヴィサギナスに戻された。1995年、街の地位を獲得した。1996年、リトアニア共和国大統領令により市章が定められた。
居住者の文化的で日常的な生活のため、生活基盤を創るよう設計された建設計画で、定住地は総合ビルで発展していった。全ての努力が、できる限り自然環境を保護することに注がれた。

## 人口
1996年、ヴィサギナスの人口は33,100人で、その55.68％がロシア人、15.88％がリトアニア人、10.29％がベラルーシ人、9.13％がポーランド人、5.69％がウクライナ人、0.95％がタタール人であった。総人口の40.42％が正教会信徒で、カトリックは27.29％、無宗教が27.29％、古儀式派2.89％、イスラム教徒0.46％であった。これがヴィサギナス市の特徴ある文化的雰囲気をつくっている。

## 産業
発電は産業の主幹である。リトアニア唯一の原子力発電所で、世界有数の出力であるイグナリナ原子力発電所がヴィサギナス近郊にある。5000人以上の専門家が発電所内で働いている。現在の産業の可能性（コンクリート、鉄筋コンクリート、木材）を利用するため、建設業を発展させるための機会が発電所にはある。
その他市内にある1100社以上が軽工業、貿易、サービス業を行う。

## 友好都市
- Slavutych（ ウクライナ）
- Smarhon（ ベラルーシ）
- オブニンスク（ ロシア）